# Mary Forbes
Mary Forbes (30. Dezember 1879 oder 1883 in Hornsey, England – 22. Juli 1974 in Beaumont, Kalifornien, USA) war eine britische Schauspielerin.

## Leben
Als Mary Forbes 1919 in Großbritannien ihr Filmdebüt gab, war sie bereits eine etablierte Theatermanagerin und -schauspielerin, die ein Londoner Theater führte und schon am Broadway in New York gespielt hatte. Am Broadway trat die Schauspielerin bis 1945 in insgesamt acht Produktionen auf. In ihren über 130 Filmen, von denen die meisten in Hollywood entstanden, wurde sie vor allem in mittleren bis kleinen Nebenrollen besetzt. In vielen Filmen verkörperte sie Mütter, Tanten oder Großmütter; häufig auch Grande Dames der besseren Gesellschaft. Zu ihren bekannteren Filmen gehören das Drama In einem anderen Land (1932), die Screwball-Komödie Die schreckliche Wahrheit (1937) sowie Frank Capras oscarprämierter Filmklassiker Lebenskünstler (1938), in welchem sie die Mutter von James Stewart verkörperte. In den 1940ern hatte sie drei Auftritte in der Sherlock-Holmes-Filmreihe mit Basil Rathbone.
In den 1950er-Jahren arbeitete Forbes auch als Gastdarstellerin im Fernsehen, zog sich aber langsam von der Schauspielerei zurück. 1958 hatte sie ihre letzte kleine Rolle in Hausboot neben Cary Grant und Sophia Loren. Sie war zudem die Mutter der Schauspieler Ralph Forbes, mit dem sie in zwei Filmen auftrat, und Brenda Forbes, die später eine erfolgreiche Theaterkarriere einschlug. Verheiratet war sie mit dem Konzertsänger A. J. Forbes. Bei ihrem Tod im Jahr 1974 war sie über 90 Jahre alt.

## Filmografie (Auswahl)
- 1919: Women Who Win
- 1920: Inheritance
- 1929: The Thirteenth Chair
- 1929: The Trespasser
- 1929: Sunny Side Up
- 1930: Holiday
- 1931: The Man Who Came Back
- 1931: The Brat
- 1932: In einem anderen Land (A Farewell To Arms)
- 1933: Sexbombe (Bombshell)
- 1935: Die Elenden (Les Misérables)
- 1935: Unter Piratenflagge (Captain Blood)
- 1935: Anna Karenina
- 1935: Spione küßt man nicht (Rendezvous)
- 1937: Another Dawn
- 1937: Die schreckliche Wahrheit (The Awful Truth)
- 1937: Bühneneingang (Stage Door)
- 1938: Vorhang auf für Judy (Everybody Sing)
- 1938: Lebenskünstler (You Can't Take It With You)
- 1938: Three Loves Has Nancy
- 1938: Wirbelwind aus Paris (The Rage of Paris)
- 1939: Damals in Hollywood (Hollywood Calvacade)
- 1939: Die Abenteuer des Sherlock Holmes (The Adventures of Sherlock Holmes)
- 1941: Nothing But the Truth
- 1941: Seitenstraße (Back Street)
- 1942: Klondike Fury
- 1943: Verhängnisvolle Reise (Sherlock Holmes in Washington)
- 1945: Earl Carroll Vanities
- 1945: Das Bildnis des Dorian Gray (The Picture of Dorian Gray)
- 1946: Juwelenraub (Terror by Night)
- 1947: Der Verbannte (The Exile)
- 1947: Clara Schumanns große Liebe (Song of Love)
- 1947: Eine brennende Liebe (The Other Love)
- 1948: Schwarze Pfeile (The Black Arrow)
- 1948: Startbahn ins Glück (You Gotta Stay Happy)
- 1952: Die Legion der Verdammten (Les Misérables)
- 1958: Hausboot (Houseboat)